# Melanochelys tricarinata
Melanochelys tricarinata là một loài rùa trong họ Emydidae. Loài này được Blyth mô tả khoa học đầu tiên năm 1856.